# 吉妃
吉妃（1846年—1905年）王氏，正黄旗包衣佐领下人，園戶清遠之女。清朝咸丰帝之妃。

## 生平
道光二十年六月初十日出生。
咸豐初年，經內務府選秀而入宮，成为皇后鈕祜祿氏所居的鐘粹宫的宮女。咸豐八年五月十五日，內務府正黃旗維翰佐領下園戶清遠之女封為吉貴人，次序在玉貴人之次，五月十六日，總管內務府代為謝恩。
族人王文善在新中國初期寫過文史資料，題名《慈禧早年軼事》，文中稱咸豐帝有點行走不便，所以吉貴人和那拉氏經常扶着清文宗，倆人因而被戲稱為御拐棍兒。有次，懷孕的吉貴人在御花園假山旁和那拉氏玩捉迷藏時，竟被那拉氏故意推了一把而小產一個已成形的男胎。
咸豐十一年十月，被剛登極的同治帝尊封為皇考吉嫔。
同治元年十一月，吉嬪「肝胃滯熱，外受風瘟」，以致「牙根腫痛，項側宣腫」、「右腮有紅腫一塊」，並且「憎寒惡熱，夜間少寐」。
同治四年四月，吉嬪因為「肝胃熱盛，外受風邪」，引致「天行赤熱之症」，令其「右目白睛紅赤，青睛有白膜一片，沙澀難睜，時流熱淚」。
同治四年八月十五日，如意館「實銷恭繪吉嬪半身像用過材料買辦銀兩」，所以如意館在同治年間曾經繪畫吉嬪半身像。
同治五年十一月二十八日，吉嬪因為「肝熱脾濕，右手次指、左足大指腫破之症」，引致「心悸不安，胸胁煩滿，兩指已然成膿」。
同治十三年十一月，被剛登極的光绪帝尊封為皇考吉妃。
光绪三十一年十月十六日，吉妃逝世，葬於定陵妃園寢。